# ケプラー11
ケプラー11 (英: Kepler-11) は、はくちょう座の方向にある太陽と非常に良く似た恒星である。年齢は約80億年と推定されている。2011年にケプラーによる観測から、太陽系外惑星を6つ持つことが確認された。これらの惑星の存在が確認された当時、惑星が6つもある恒星系は他にグリーゼ581系とHD 10180系しか確認されておらず、太陽系外惑星系の中では最多であった。またこれまでに見つかっていた惑星系の中で、もっとも小さかった。
| 太陽 | ケプラー11 |
| ---- | ---------- |
| 太陽 | Exoplanet  |

## 惑星

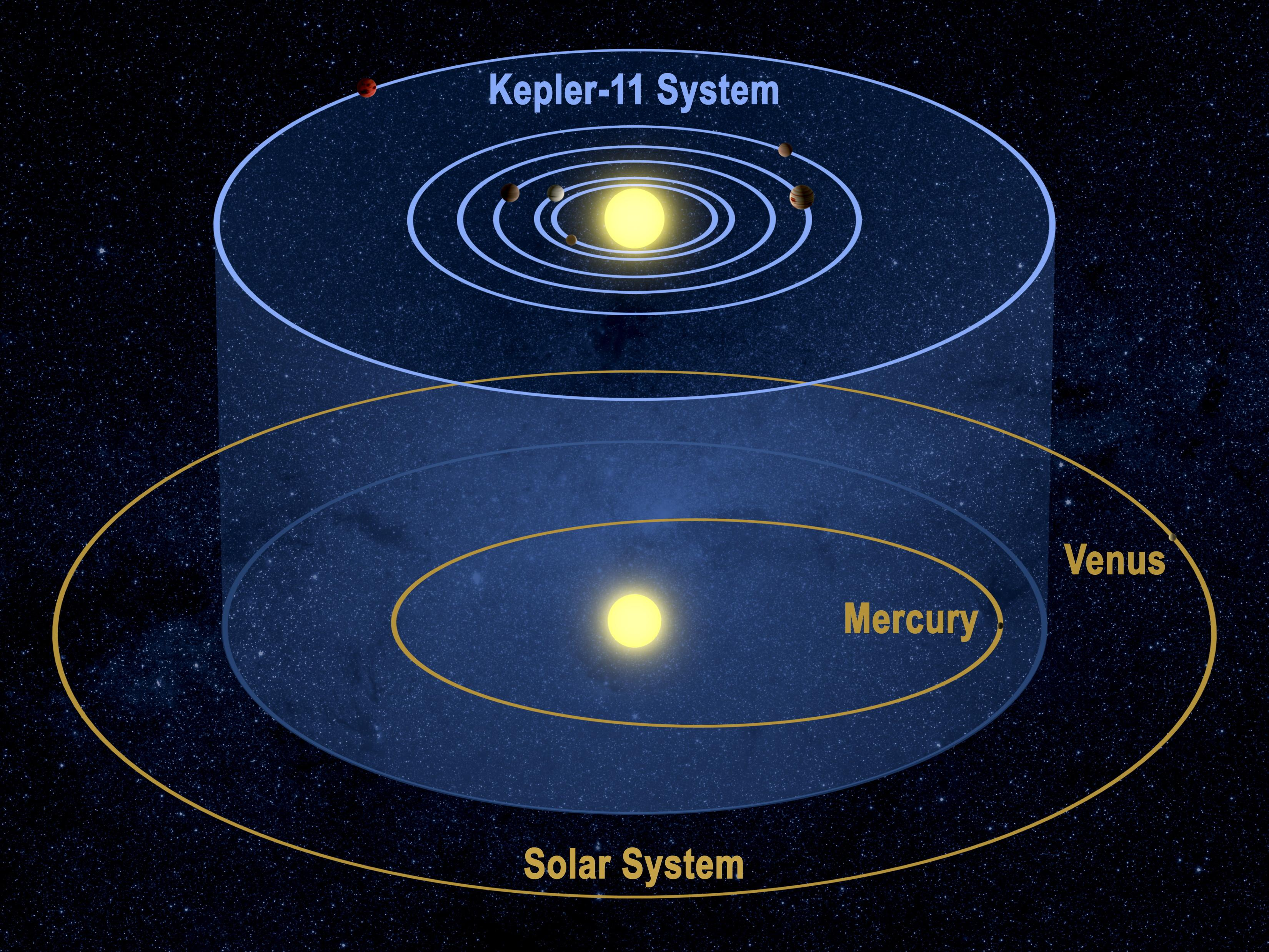
ケプラー11の惑星系と太陽系の水星,金星の軌道

トランジット法で存在が確認された惑星は6個であり、地球とは似た組成のものはない。このうち d、e、f には水素の大気があり、b および c には水素、ヘリウム、水がある可能性が示されている。
ケプラー11の惑星系は、複数の惑星が発見されている惑星系の中では最も密なものである。6個の惑星は、全て金星軌道 (0.72 au) の内側に納まっており、そのうちの5個は水星軌道 (0.39 au) よりも内側である。

6つの惑星の大きさと公転半径を相対的に示した図。主星（ケプラー11、黄色で示されている図の 'a'）は、惑星に比べて1/50のスケールになっている

| 名称 （恒星に近い順） | 質量             | 軌道長半径 （天文単位） | 公転周期 (日)     | 軌道離心率 | 軌道傾斜角     | 半径         |
| --------------------- | ---------------- | ----------------------- | ----------------- | ---------- | -------------- | ------------ |
| b                     | 4.3+2.2 −2.0 M⊕  | 0.091±0.003             | 10.30375±0.00016  | ~0         | 88.5+1.0 −0.6° | 1.97±0.19 R⊕ |
| c                     | 13.5+4.8 −6.1 M⊕ | 0.106±0.004             | 13.02502±0.00008  | ~0         | 89.0+1.0 −0.6° | 3.15±0.30 R⊕ |
| d                     | 6.1+3.1 −1.7 M⊕  | 0.159±0.005             | 22.68719±0.00021  | ~0         | 89.3+0.6 −0.4° | 3.43±0.32 R⊕ |
| e                     | 8.4+2.5 −1.9 M⊕  | 0.194±0.007             | 31.9959±0.00028   | ~0         | 88.8±0.2°      | 4.52±0.43 R⊕ |
| f                     | 2.3+2.2 −1.2 M⊕  | 0.250±0.009             | 46.68876±0.00074  | ~0         | 89.4+0.3 −0.2° | 2.61±0.25 R⊕ |
| g                     | < 300 M⊕         | 0.462±0.016             | 118.37774±0.00112 | ~0         | 89.8±0.2°      | 3.66±0.35 R⊕ |